# Viryinía Kravarioti
Viryinía Kravarioti –en griego, Βιργινία Κραβαριώτη– (Atenas, 27 de abril de 1984) es una deportista griega que compitió en vela en la clase Yngling. Participó en dos Juegos Olímpicos de Verano, en los años 2004 y 2008, obteniendo una medalla de bronce en Pekín 2008, en la clase Yngling (junto con Sofía Bekatoru y Sofía Papadopulu).

## Palmarés internacional
| \| Juegos Olímpicos \| Juegos Olímpicos \| Juegos Olímpicos \| Juegos Olímpicos \| \| Año \| Lugar \| Medalla \| Clase \| \| ---------------- \| ---------------- \| ----------------- \| ---------------- \| \| 2008 \| Pekín (China) \| Medalla de bronce \| Yngling \| |               |                   |         |
| Juegos Olímpicos |               |                   |         |
| Año | Lugar         | Medalla           | Clase   |
| 2008 | Pekín (China) | Medalla de bronce | Yngling |